# Avenue du Grand-Cours
L'avenue du Grand-Cours est une voie publique de la commune de Rouen.

## Situation et accès
L'avenue du Grand-Cours est située à Rouen en amont du quai Jacques-Anquetil, en rive gauche de la Seine.

## Historique
L'avenue et le cours-la-Reine (1649) sont historiquement liés : ils sont un seul et même endroit géographique, placés à l'entrée du faubourg Saint-Sever, que seules des considérations topographiques parviennent à distinguer.
En 1913, l'avenue du Grand-Cours précède le quai d'Elbeuf, qui est contigu à la gare de l'Ouest.